# La Roque-en-Provence
La Roque-en-Provence (voor 2015 Roquestéron-Grasse; Occitaans: Roquesteron de Grassa, Sa Ròca of Sa Ròca de França; Italiaans: Roccasterone di Grassa) is een gemeente in het Franse departement Alpes-Maritimes (regio Provence-Alpes-Côte d'Azur) en telt 74 inwoners (2009). De plaats maakt deel uit van het arrondissement Grasse.
De naam werd gewijzigd bij decreet van 16 november 2015.

## Geografie
De oppervlakte van La Roque-en-Provence bedraagt 29,5 km², de bevolkingsdichtheid is dus 2,5 inwoners per km².
De onderstaande kaart toont de ligging van La Roque-en-Provence met de belangrijkste infrastructuur en aangrenzende gemeenten.

## Demografie
Onderstaande figuur toont het verloop van het inwonertal (bron: INSEE-tellingen).
Vanwege een beveiligingsprobleem met de MediaWiki Graph-software is het momenteel niet mogelijk deze grafiek weer te geven. Zodra de software is bijgewerkt zal de grafiek vanzelf weer zichtbaar worden.